# Раміро II (король Леону)
Раміро II  (ісп. Ramiro II; бл. 900 — 5 січня 951) — король Леону (931—932), король Леону, Астурії та Галісії (932—951). Син леонського короля Ордоньйо II. Прізвисько — Великий (ісп. el Grande).

## Біографія
Походив з династії Астур-Леон. Син Ордоньйо II, короля Леону, Астурії та Галісії, й Ельвіри Менендес. Виховання у дитинстві та освіту здобув під орудою подружжя Дієго і Онека Фернандес. Після смерті у 924 році батька Раміро разом з братами було усунуто від королівської спадщини вуйком Фруела II.
У 925 році після смерті Фруели II разом з братами Санчо й Альфонсо виступив проти амбіцій свого двоюрідного брата Альфонсо. Завдяки підтримці галісійської знаті та Хімено II, короля Наварри, було здобуто перемогу. Після цього королівство було поділено, при цьому Раміро отримав графства Коїмбру і Візеу, між річками Мондегу й Міньо. До своєї смерті у 928 році Дієго Фернандеса значно впливав на управління цими землями.
У 931 році після зречення свого брата Альфонсо IV, Раміро стає новим королем Леону. Коронація відбулася 6 листопада. У 932 році під час походу короля на допомогу еміру Толедо проти халіфа Абдаррахмана III, проти нього повстав брат Альфонсо з кузенами Ордоньйо, Раміро.
В цих обставинах король знищив укріплення Мадриду й рушив до свого королівства. Доволі швидко Раміро II взяв в облогу супротивників у столиці Леон, змусивши їх здатися. Після цього осліпив усіх, запроторивши до монастиря Сан-Хуліан. Незабаром виступив до Астурії, де його підтримала місцева знать проти кузена Альфонсо Фруелеса. Останнього Раміро II захопив, теж наказав осліпити й відправити до Сан-Хуліан.
Покінчивши з внутрішніми чварами, Раміро II у 933 році пішов війною на арабів і розбив халіфа Абдаррахмана III поблизу Осми. У 934 році війська Кордовського халіфату спустошили землі в Кастилії та Наваррі. Але у Другій битві при Осмі Раміро II знову здобув рішучу перемогу.
Потім він уклав союз з Тодою, регентшею королівства Наварра, й Абу-Яґ'ю, валі Сарагоси, проти Кордовського халіфату, але події розвивалися несприятливо для союзників, і наваррці незабаром уклали мир з Абдаррахманом III, який перед тим підкорив Сарагосу. Навіть залишившись один, король продовжив війну і в 939 році у битві при Сіманкасі розбив військо халіфа. Того ж року в битві при Алан-дегі знову переміг халіфа. В результаті цих звитяг було захоплено табір Абдаррахмана III з величезними багатствами. Також ця перемога дозволила розширити володіння королівства до річки Тормес. Раміро II заселив містечка Ледесма, Саламанка, Пен'яранда-де-Бракамонте, Сепульведа і Гуадраміро.
Значна здобич дозволила королю розпочати значну розбудову своєї столиці, зокрема перебудувати королівський палац, монастирі Сан-Марсело і Сан-Сальвадор, було відновлено монастир Сан-Клаудіо.
Однак його успіхи були зведені нанівець повстанням кастильців. У 943 році граф Фернан Гонсалес підняв повстання внаслідок особистої образи на короля, оголосивши незалежність Кастилії. У 944 році Раміро II полонив норовливого графа, поставивши на графство Ассура Фернандеса й свого сина Санчо. У 947 році Раміро II відпустив на свободу Фернана Гонсалеса, взявши присягу на вірність і покору, уклавши шлюб графської доньки із своїм сином Ордоньйо. Втім кастильці продовжили опір і навіть уклали союз із маврами, пустивши їхні війська на свою територію, дозволивши зміцнити місто Медінаселі. У 944 і 948 році війська халіфату спустошили значні території Галісії.
Раміро II продовжував відчайдушно битися, перемігши мусульман у 950 році у битві при Талавері де ла Рейні, захопивши у полон 7 тис. ворогів. Але незабаром після цього захворів, передавши справи сину Ордоньйо. Король помер 5 січня 952 року. Поховано в Сан-Ісидоро де Леон. Владу успадкував його син Ордоньйо.

## Сім'я
1. Дружина — Адосінда, донька графа Гуттьєре Менендеса
Діти:
- Бермудо (930—941)
- Ордоньйо (926—956), король Леону у 951—956 роках
- Тереза (928—д/н), дружина Гарсії I, короля Наварри

2. Дружина — Уррака Памплонська
Діти:
- Санчо (935—966), король Леону у 956—966 роках
- Ельвіра (935—986), черниця

2 бастарди

## Цікаві факти
- Із Раміро ІІ пов'язана легенда, від якої походять герби португальських міст Візеу і Нової Гайї.